# Pedro José Moreno Rodríguez

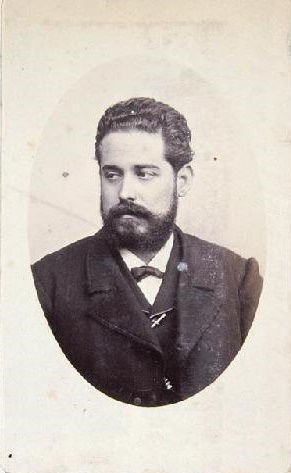
Pedro Moreno Rodríguez, fotografía de J. Laurent. Museo de Historia de Madrid.

Pedro José Moreno Rodríguez (Arcos de la Frontera, 1839-Madrid, 1908) fue un político español. Licenciado en Derecho Civil y Canónico. Alcalde de su ciudad antes de haber cumplido los 25 años. Ministro de Gracia y Justicia durante la Primera República española (1873). 
Fue el autor del proyecto de ley sobre la separación de la Iglesia y el Estado, que fue leído por él mismo, en la sesión del Congreso de los Diputados del 2 de agosto de 1873. Su último cargo fue el de consejero de estado.
- Datos: Q6069219